# Alfred van Pruisen
Alfred Frederik Ernst Hendrik Konraad van Pruisen (Guatemala, 17 augustus 1924 – San José, 3 juni 2013) was een telg uit het Duitse vorstenhuis Hohenzollern. Zijn ouders waren prins Sigismund van Pruisen en prinses Charlotte van Saksen-Altenburg. Zijn grootvader (Hendrik van Pruisen) was een broer van de laatste Duitse keizer Wilhelm II. 
Prins Alfred werd geboren op de finca (landgoed, plantage) Santa Sofía in Yepocapa, een gemeente in het Guatemalteekse departement Chimaltenango. Zijn ouders hadden in 1922 Duitsland verlaten en zich in Guatemala gevestigd. In 1927 verhuisde het gezin naar Costa Rica. In 1938 werden prins Alfred en zijn zus prinses Barbara naar hun grootmoeder in Duitsland gestuurd om daar naar school te gaan. Zij bezochten ook in Doorn hun oudoom, de voormalige keizer Wilhelm II. Uit vrees voor indoctrinatie door de nationaalsocialisten werden de kinderen echter niet in Duitsland maar in Zwitserland op een internaat geplaatst. Na het voltooien van zijn opleiding in 1946 keerde prins Alfred terug naar Costa Rica. Op 15 december 1984 huwde hij morganatisch met de Slowaakse Maritza Farkas, waarna zij verhuisden naar de Verenigde Staten. Maritza Farkas is overleden in 1996. Het paar had geen kinderen.
Alfred van Pruisen leidde een teruggetrokken leven, hij woonde het grootste deel van zijn leven in Costa Rica.